# USS LST-549
O USS LST-549 foi um navio de guerra norte-americano da classe LST que operou durante a Segunda Guerra Mundial.